# Marcel Déat
Marcel Déat (ur. 7 marca 1894 r. w Guérigny we Francji, zm. 5 stycznia 1955 r. koło Turynu we Włoszech) – francuski socjalistyczny, a następnie faszystowski działacz polityczny, minister lotnictwa w okresie przedwojennym, przywódca kolaboracyjnego Zgromadzenia Narodowo-Ludowego (RNP) podczas II wojny światowej.

## Młodość i działalność socjalistyczna
Marcel Déat od 1914 r. studiował filozofię w École normale supérieure. Jednocześnie zaangażował się w działalność polityczną, wstępując do Francuskiej Sekcji Międzynarodówki Socjalistycznej (SFIO). Po wybuchu I wojny światowej został wcielony do armii francuskiej; otrzymał za odwagę Légion d’honneur i kilkakrotnie był wyróżniany. Doszedł do stopnia kapitana. Po zakończeniu wojny kontynuował studia, a po ich zakończeniu podjął pracę nauczyciela filozofii w Reims. W 1926 r. został wybrany deputowanym do francuskiego parlamentu z departamentu Marna. W 1932 r. zerwał ze SFIO z powodu niezgody na linię polityki prowadzonej przez Léona Bluma w stosunku do rządu Édouarda Herriota. Rok później został oficjalnie wyrzucony z partii. Bez wsparcia socjalistów stracił miejsce w parlamencie, ale kontynuował działalność polityczną jako neo-socjalista. Założył własne ugrupowanie pod nazwą Parti Socialiste de France, którego dewizą było hasło: Porządek, Władza i Naród. W 1935 r. przyłączył się do Unii Socjalistów i Republikanów, dzięki czemu w 1936 r. ponownie wybrano go deputowanym z Angoulême. W tym samym roku został ministrem lotnictwa w rządzie Alberta Sarrauta, ale szybko zrezygnował z powodu konfliktu z premierem. Stracił także znowu mandat deputowanego.

## Działalność faszystowska
Rozczarowany ideałami socjalizmu, M. Déat skierował się ku faszyzmowi i wkrótce stał się zwolennikiem ultra-nacjonalistycznej polityki. Chciał przebudowania państwowości francuskiej według modelu faszystowskiego. W 1939 r. opublikował w piśmie „L'Oeuvre” głośny artykuł pt. „Dlaczego musimy umierać za Gdańsk?”. Dowodził w nim, że wbrew wcześniej zawartym z Polską traktatom, Francja powinna dążyć do uniknięcia uwikłania się w wojnę z Niemcami w przypadku niemieckiej agresji na Polskę.

## Okupacja niemiecka – kolaboracja
Po klęsce Francji w wojnie z Niemcami w czerwcu 1940 r., M. Déat przeniósł się do nieokupowanej Francji Vichy, popierając początkowo silnie reżim marszałka Philippe’a Pétaina. Kiedy jednak okazało się, że nie ma on charakteru faszystowskiego, a autorytarno-konserwatywny, zamieszkał w Paryżu, gdzie był finansowany przez Niemców. Już 13 grudnia 1940 r. założył faszystowskie Zgromadzenie Narodowo-Ludowe. Połączyło ono różne głównie lewicowe grupy: neo-socjalistów i byłych socjalistów, syndykalistów, komunistycznych dysydentów, trockistów, kombatantów wojennych. RNP prowadziło politykę aktywnej kolaboracji, zwanej też „kolaboracjonizmem”. Od początku występowało przeciwko rządowi Vichy i marszałkowi P. Pétainowi, oskarżając go o intrygowanie przeciw Niemcom razem z Żydami, „międzynarodowymi masonami” i „finansjerą amerykańską”, a podkreślając, że „miejsce Francji jest w Europie”. Atakowano vichystowską rewolucję narodową (révolution nationale) za konserwatyzm i „ciasny” nacjonalizm oraz demaskowano bierną kolaborację, jako w istocie i w intencji antyniemiecką. Hasłem RNP było: Zintegrować się z Europą i przeprowadzić własną rewolucję. W polityce zagranicznej głoszono współpracę francusko-niemiecką oraz ekonomiczną, polityczną i duchową konstrukcję Europy, zaś w polityce wewnętrznej „oczyszczenie i ochronę rasy”, w tym silny antysemityzm, oraz „ekonomię kierowaną” i „wyzwolenie proletariatu”.
W lipcu 1941 r. M. Déat zaangażował się wraz z innymi przywódcami ugrupowań kolaboranckich w akcję rekrutacyjną do Legionu Ochotników Francuskich przeciw Bolszewizmowi (LVF), przeznaczonego do walki przeciw Sowietom. Podczas przeglądu oddziałów LVF 27 sierpnia 1941 r. w Wersalu został ranny w zamachu przeprowadzonym przez ruch oporu. 28 lutego 1943 r. RNP współtworzyło Front Rewolucyjno-Narodowy (Front Révolutionnaire National), którego sekretarzem generalnym został Henri Barbé, a do Komitetu Wykonawczego wszedł M. Déat. Za swój główny cel Front uznał zlikwidowanie niesprawiedliwości społecznej oraz przeprowadzenie francuskiej i ogólnoeuropejskiej rewolucji socjalistycznej przeciwko sprzymierzonym siłom bolszewizmu i wielkiego kapitału międzynarodowego. W marcu 1944 r. przywódca RNP został mianowany ministrem pracy i narodowej solidarności w rządzie Pierre’a Lavala, którego mocno popierał.

## Wygnanie
W sytuacji zbliżania się wojsk alianckich M. Déat uciekł do Niemiec i został członkiem rządu Vichy na uchodźstwie z siedzibą w Sigmaringen. Po kapitulacji Rzeszy 8/9 maja 1945 r., przedostał się do Włoch, gdzie pod fałszywym nazwiskiem uczył w Mediolanie, a następnie Turynie. Poszukiwany ukrył się w opactwie koło Turynu aż do swojej śmierci w 1955 r. Napisał tam swoje wspomnienia. Natomiast w kraju został zaocznie skazany za zdradę stanu na karę śmierci.